# Grand Prix Formule 1 van België 2014
De Grand Prix Formule 1 van België 2014 werd gehouden op 24 augustus 2014 op Spa-Francorchamps. Het was de twaalfde race van het kampioenschap.

## Wedstrijdverslag

### Achtergrond

#### DRS-systeem
Voor het DRS-systeem werden, net zoals in 2013, twee detectiepunt gebruikt voor twee DRS-zones. Het eerste detectiepunt lag voor bocht 2, waarna na bocht 4 (Eau Rouge) het systeem gebruikt mocht worden. Het tweede detectiepunt lag voor bocht 18 (Bus Stop), waarna het systeem op het rechte stuk van start\finish mocht worden gebruikt. Als een coureur bij deze detectiepunten binnen een seconde achter een andere coureur reed, mocht hij zijn achtervleugel open zetten.

#### Rijderswissels
De Duitser André Lotterer maakte zijn Formule 1-debuut als eenmalige vervanger van de Japanner Kamui Kobayashi bij het team van Caterham. Lotterer won de 24 uur van Le Mans in 2011, 2012 en 2014.
Bij Marussia zou de Amerikaan Alexander Rossi zijn Formule 1-debuut maken als vervanger van de Brit Max Chilton bij dit team, totdat de contractuele zaken bij Chilton opgelost waren. Na afloop van de eerste vrije training werd bekend dat Chilton toch de rest van het weekend zou gaan rijden.

### Kwalificatie
Nico Rosberg kwalificeerde zijn Mercedes op pole position in een opdrogende kwalificatie, met teamgenoot Lewis Hamilton met twee tienden verschil op de tweede plaats. Sebastian Vettel kwalificeerde zich voor Red Bull op de derde plaats met twee seconden achterstand op Rosberg, voor Ferrari-coureur Fernando Alonso en teamgenoot Daniel Ricciardo. Williams-coureur Valtteri Bottas viel tegen op de zesde plaats, voor de McLaren van Kevin Magnussen en de Ferrari van Kimi Räikkönen. De top 10 werd compleet gemaakt door Felipe Massa in zijn Williams en de McLaren van Jenson Button.

### Race
In de eerste ronden van de wedstrijd was er een heftige strijd aan de kop van het veld. Rosberg die bij de start van de race slecht weg kwam en daardoor terugviel naar de tweede plaats kwam in aanraking met teamgenoot Lewis Hamilton. Rosberg verloor hierbij een deel van zijn voorvleugel, terwijl Hamilton met een lekke band naar de pits moest (en later in de race uit zou vallen). Ook Rosbergs race werd beïnvloed door deze aanrijding. Daniel Ricciardo kon handig profiteren van het terugvallen van de twee Mercedesrijders, passeerde zijn teamgenoot Vettel en haalde zijn derde overwinning van het seizoen. Nico Rosberg eindigde als tweede. De laatste podiumplaats ging naar Valtteri Bottas, die enkele ronden voor het einde de als vierde geëindigde Kimi Räikkönen inhaalde. De vijfde plaats ging na een gevecht in de laatste ronden naar Sebastian Vettel, die Kevin Magnussen, Jenson Button en Fernando Alonso voor deze positie aftroefde. De laatste punten gingen naar Force India-coureur Sergio Pérez en de Toro Rosso van Daniil Kvjat.
Na afloop van de race kreeg Magnussen een tijdstraf van 20 seconden, omdat hij op Kemmel Straight niet genoeg ruimte gaf aan Alonso, die hem wilde passeren. Magnussen viel hiermee terug naar de twaalfde plaats, waardoor Nico Hülkenberg in zijn Force India het laatste punt pakte.

## Vrije trainingen
- Er wordt enkel de top 5 weergegeven.

| Vrije training 1 | Pos | No | Coureur          | Constructeur      | Tijd     |
| ---------------- | --- | -- | ---------------- | ----------------- | -------- |
| Vrije training 1 | 1   | 6  | Nico Rosberg     | Mercedes          | 1:51.577 |
| Vrije training 1 | 2   | 44 | Lewis Hamilton   | Mercedes          | 1:51.674 |
| Vrije training 1 | 3   | 14 | Fernando Alonso  | Ferrari           | 1:51.805 |
| Vrije training 1 | 4   | 22 | Jenson Button    | McLaren-Mercedes  | 1:52.404 |
| Vrije training 1 | 5   | 7  | Kimi Räikkönen   | Ferrari           | 1:52.818 |
| Vrije training 2 | Pos | No | Coureur          | Constructeur      | Tijd     |
| Vrije training 2 | 1   | 44 | Lewis Hamilton   | Mercedes          | 1:49.189 |
| Vrije training 2 | 2   | 6  | Nico Rosberg     | Mercedes          | 1:49.793 |
| Vrije training 2 | 3   | 14 | Fernando Alonso  | Ferrari           | 1:49.930 |
| Vrije training 2 | 4   | 19 | Felipe Massa     | Williams-Mercedes | 1:50.327 |
| Vrije training 2 | 5   | 22 | Jenson Button    | McLaren-Mercedes  | 1:50.659 |
| Vrije training 3 | Pos | No | Coureur          | Constructeur      | Tijd     |
| Vrije training 3 | 1   | 77 | Valtteri Bottas  | Williams-Mercedes | 1:49.465 |
| Vrije training 3 | 2   | 3  | Daniel Ricciardo | Red Bull-Renault  | 1:49.733 |
| Vrije training 3 | 3   | 6  | Nico Rosberg     | Mercedes          | 1:49.739 |
| Vrije training 3 | 4   | 7  | Kimi Räikkönen   | Ferrari           | 1:49.817 |
| Vrije training 3 | 5   | 44 | Lewis Hamilton   | Mercedes          | 1:49.817 |

Testcoureurs:
 Giedo van der Garde (Sauber-Ferrari, P17)
 Alexander Rossi (Marussia-Ferrari, P20)

## Kwalificatie
| Pos.                | Nr. | Coureur           | Constructeur         | Kwalificatietijden | Kwalificatietijden | Kwalificatietijden | Grid |
| Pos.                | Nr. | Coureur           | Constructeur         | Q1                 | Q2                 | Q3                 | Grid |
| ------------------- | --- | ----------------- | -------------------- | ------------------ | ------------------ | ------------------ | ---- |
| 1                   | 6   | Nico Rosberg      | Mercedes             | 2:07.130           | 2:06.723           | 2:05.591           | 1    |
| 2                   | 44  | Lewis Hamilton    | Mercedes             | 2:07.280           | 2:06.609           | 2:05.819           | 2    |
| 3                   | 1   | Sebastian Vettel  | Red Bull-Renault     | 2:10.105           | 2:08.868           | 2:07.717           | 3    |
| 4                   | 14  | Fernando Alonso   | Ferrari              | 2:10.197           | 2:08.450           | 2:07.786           | 4    |
| 5                   | 3   | Daniel Ricciardo  | Red Bull-Renault     | 2:10.089           | 2:08.989           | 2:07.911           | 5    |
| 6                   | 77  | Valtteri Bottas   | Williams-Mercedes    | 2:09.250           | 2:08.451           | 2:08.049           | 6    |
| 7                   | 20  | Kevin Magnussen   | McLaren-Mercedes     | 2:11.081           | 2:08.901           | 2:08.679           | 7    |
| 8                   | 7   | Kimi Räikkönen    | Ferrari              | 2:09.885           | 2:08.646           | 2:08.780           | 8    |
| 9                   | 19  | Felipe Massa      | Williams-Mercedes    | 2:08.403           | 2:08.833           | 2:09.178           | 9    |
| 10                  | 22  | Jenson Button     | McLaren-Mercedes     | 2:10.529           | 2:09.272           | 2:09.776           | 10   |
| 11                  | 26  | Daniil Kvjat      | Toro Rosso-Renault   | 2:10.445           | 2:09.377           |                    | 11   |
| 12                  | 25  | Jean-Éric Vergne  | Toro Rosso-Renault   | 2:09.811           | 2:09.805           |                    | 12   |
| 13                  | 11  | Sergio Pérez      | Force India-Mercedes | 2:10.666           | 2:10.084           |                    | 13   |
| 14                  | 99  | Adrian Sutil      | Sauber-Ferrari       | 2:11.051           | 2:10.238           |                    | 14   |
| 15                  | 8   | Romain Grosjean   | Lotus-Renault        | 2:10.898           | 2:11.087           |                    | 15   |
| 16                  | 17  | Jules Bianchi     | Marussia-Ferrari     | 2:11.051           | 2:12.470           |                    | 16   |
| 17                  | 13  | Pastor Maldonado  | Lotus-Renault        | 2:11.261           |                    |                    | 17   |
| 18                  | 27  | Nico Hülkenberg   | Force India-Mercedes | 2:11.267           |                    |                    | 18   |
| 19                  | 4   | Max Chilton       | Marussia-Ferrari     | 2:12.566           |                    |                    | 19   |
| 20                  | 21  | Esteban Gutiérrez | Sauber-Ferrari       | 2:13.414           |                    |                    | 20   |
| 21                  | 45  | André Lotterer    | Caterham-Renault     | 2:13.469           |                    |                    | 21   |
| 22                  | 9   | Marcus Ericsson   | Caterham-Renault     | 2:14.438           |                    |                    | 22   |
| 107% tijd: 2:16.029 |     |                   |                      |                    |                    |                    |      |

## Race
| Pos. | Nr. | Coureur           | Constructeur         | Rondes | Tijd / Oorzaak uitval | Grid | Punten |
| ---- | --- | ----------------- | -------------------- | ------ | --------------------- | ---- | ------ |
| 1    | 3   | Daniel Ricciardo  | Red Bull-Renault     | 44     | 1:24:36.556           | 5    | 25     |
| 2    | 6   | Nico Rosberg      | Mercedes             | 44     | +3.383                | 1    | 18     |
| 3    | 77  | Valtteri Bottas   | Williams-Mercedes    | 44     | +28.032               | 6    | 15     |
| 4    | 7   | Kimi Räikkönen    | Ferrari              | 44     | +36.815               | 8    | 12     |
| 5    | 1   | Sebastian Vettel  | Red Bull-Renault     | 44     | +52.196               | 3    | 10     |
| 6    | 22  | Jenson Button     | McLaren-Mercedes     | 44     | +54.580               | 10   | 8      |
| 7    | 14  | Fernando Alonso   | Ferrari              | 44     | +1:01.162             | 4    | 6      |
| 8    | 11  | Sergio Pérez      | Force India-Mercedes | 44     | +1:04.293             | 13   | 4      |
| 9    | 26  | Daniil Kvjat      | Toro Rosso-Renault   | 44     | +1:05.347             | 11   | 2      |
| 10   | 27  | Nico Hülkenberg   | Force India-Mercedes | 44     | +1:05.697             | 18   | 1      |
| 11   | 25  | Jean-Éric Vergne  | Toro Rosso-Renault   | 44     | +1:11.920             | 12   |        |
| 12   | 20  | Kevin Magnussen   | McLaren-Mercedes     | 44     | +1:14.262             | 7    |        |
| 13   | 19  | Felipe Massa      | Williams-Mercedes    | 44     | +1:15.975             | 9    |        |
| 14   | 99  | Adrian Sutil      | Sauber-Ferrari       | 44     | +1:22.447             | 14   |        |
| 15   | 21  | Esteban Gutiérrez | Sauber-Ferrari       | 44     | +1:30.825             | 20   |        |
| 16   | 4   | Max Chilton       | Marussia-Ferrari     | 43     | +1 ronde              | 19   |        |
| 17   | 9   | Marcus Ericsson   | Caterham-Renault     | 43     | +1 ronde              | 22   |        |
| 18   | 17  | Jules Bianchi     | Marussia-Ferrari     | 39     | Versnellingsbak       | 16   |        |
| DNF  | 44  | Lewis Hamilton    | Mercedes             | 38     | Versnellingsbak       | 2    |        |
| DNF  | 8   | Romain Grosjean   | Lotus-Renault        | 33     | Power unit            | 15   |        |
| DNF  | 13  | Pastor Maldonado  | Lotus-Renault        | 1      | Uitlaat               | 17   |        |
| DNF  | 45  | André Lotterer    | Caterham-Renault     | 1      | Elektrisch            | 21   |        |

## Standen na de Grand Prix

### Coureurs
| Positie | Nummer | Rijder           | Team              | Punten |
| ------- | ------ | ---------------- | ----------------- | ------ |
| 1       | 6      | Nico Rosberg     | Mercedes          | 220    |
| 2       | 44     | Lewis Hamilton   | Mercedes          | 191    |
| 3       | 3      | Daniel Ricciardo | Red Bull-Renault  | 156    |
| 4       | 14     | Fernando Alonso  | Ferrari           | 121    |
| 5       | 77     | Valtteri Bottas  | Williams-Mercedes | 110    |

### Constructeurs
| Positie | Nummers | Team              | Rijders                           | Punten |
| ------- | ------- | ----------------- | --------------------------------- | ------ |
| 1       | 6 44    | Mercedes          | Nico Rosberg Lewis Hamilton       | 411    |
| 2       | 1 3     | Red Bull-Renault  | Sebastian Vettel Daniel Ricciardo | 254    |
| 3       | 7 14    | Ferrari           | Kimi Räikkönen Fernando Alonso    | 160    |
| 4       | 19 77   | Williams-Mercedes | Felipe Massa Valtteri Bottas      | 150    |
| 5       | 20 22   | McLaren-Mercedes  | Kevin Magnussen Jenson Button     | 105    |